# Cortinari rutilant

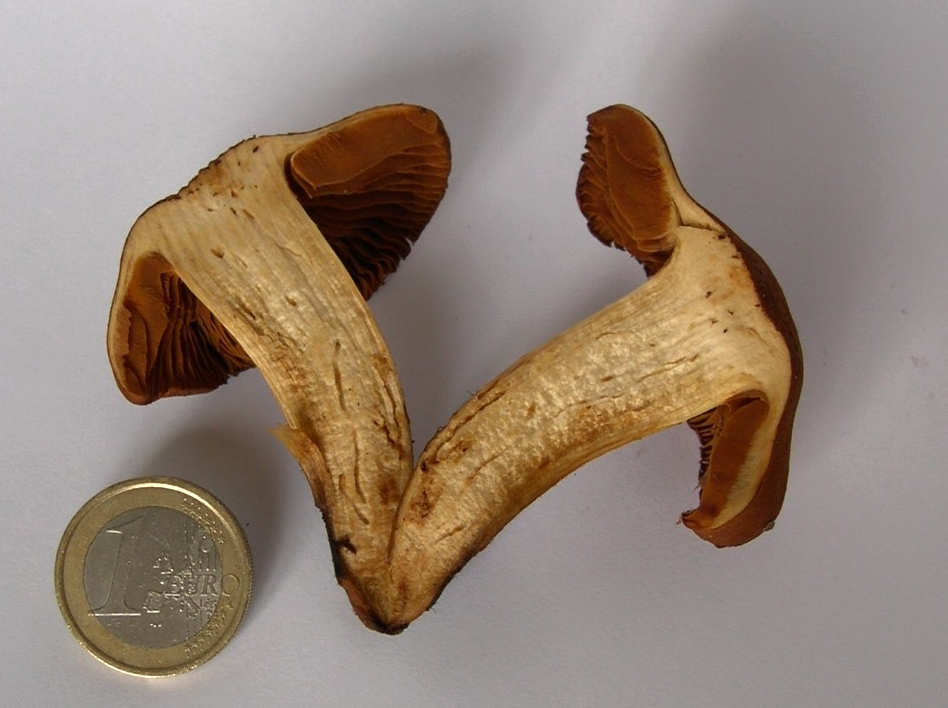
Cortinari de muntanya (Cortinarius orellanus).

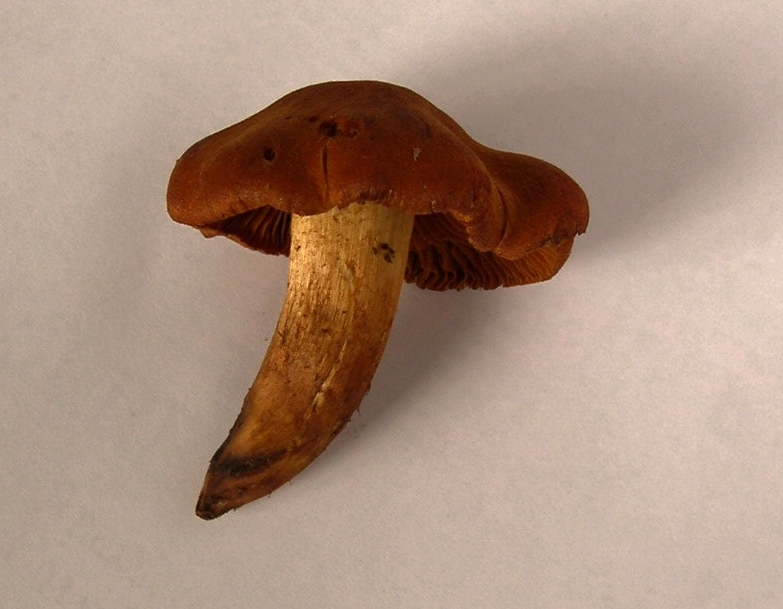
Exemplar de cortinari rutilant (Cortinarius orellanus).

El cortinari rutilant o cortinari de muntanya (Cortinarius orellanus i Cortinarius rubellus) és una espècie bolet agarical de la família de les cortinariàcies (Cortinariaceae). És un bolet mortal de color vermell.

## Morfologia
Té un barret cònic, al principi, que aviat s'estén i en resta una mamella al mig, testimoniatge de la seua forma primitiva, d'un color vermell de foc, de 4 a 8 cm de diàmetre. Làmines espaiades, del mateix color del barret, que s'enfosqueixen quan maduren les espores.
Peu groc, amb estries rogenques de dalt a baix, de fins a uns 8 cm d'alçària, afuat i, gairebé sempre, retort.
Carn grogosa sense altres caràcters remarcables.

## Hàbitat
Apareix a la tardor en boscos de planifolis i mixtos. Rar.

## Comestibilitat
És un bolet tòxic mortal, tan perillós com la farinera borda (Amanita phalloides), ja que ocasiona uns símptomes i uns efectes similars. No es donen accidents amb aquest bolet, potser perquè el seu aspecte ja el fa sospitós de la seua malesa i perquè és ben diferent de qualsevol espècie comestible tradicional.
És un bolet molt enganyós, ja que el verí actua al cap de dotze o tretze dies després de la seua ingestió, afectant principalment el fetge i els ronyons provocant formes molt greus de necrosi que acaben amb la mort de la persona intoxicada. Als anys cinquanta, aquest fong fou el responsable d'ocasionar més d'un centenar de morts a Polònia.

## Risc de confusió amb altres espècies
Hi ha altres bolets d'aquest mateix gènere de similar aspecte (Cortinarius orellanus, Cortinarius speciosissimus, Cortinarius cinnamomeus, etc.), metzinosos o sospitosos de ser-ho. És perillós fiar-se de bolets rogencs i petits, d'espores fosques i fesomia de cortinari.